# Barone Clinton
Barone Clinton è un titolo baronale nella Paria d'Inghilterra.

## Storia

### La creazione e i primi anni
Il titolo venne creato nel 1299 per sir John de Clinton, un cavaliere che aveva prestato servizio nelle guerre contro la Scozia e la Francia ed è ancora oggi uno dei titoli tra i più antichi della parìa inglese. Un discendente del primo barone, il quinto barone, combatté con gli yorkisti durante la Guerra delle due rose. Venne privato dei suoi titoli nel 1461 con la vittoria dei Tudor, ma poco dopo venne restaurato. Un altro suo discendente, il nono barone, venne creato Conte di Lincoln nel 1572. I titoli rimasero uniti sino al 1692 quando con la morte di Edward de Clinton, quinto conte di Lincoln e tredicesimo barone Clinton, la contea venne ereditata da suo cugino, il sesto conte (vedi Conte di Lincoln per la storia di questo titolo) mentre la baronìa passò in abbandono alle sue due zie, lady Margaret Clinton (m. 1688) e lady Arabella Clinton, figlie di Theophilus de Clinton, IV conte di Lincoln e XII barone Clinton.

### Nel primo periodo di abbandono

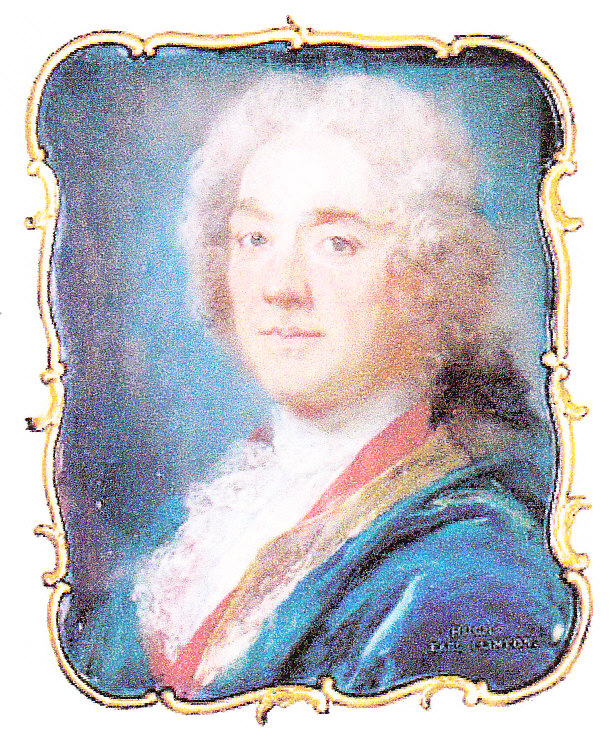
Hugh Fortescue, conte Clinton (m. 1751). Collezione della contessa di Arran, a Castle Hill

Stemma della famiglia Fortescue che ereditò il titolo

L'abbandono del 1692 terminò nel 1721 in favore di Hugh Fortescue (m. 1751), quattordicesimo barone Clinton, nipote di lady Margaret Clinton (m. 1688), figlia maggiore a sua volta di Theophilus de Clinton, IV conte di Lincoln e XII barone Clinton (m. 1667). Lady Margaret aveva sposato Hugh Boscawen (1625–1701), parlamentare per la costituente di Tregothnan in Cornovaglia, e la loro figlia Bridget Boscawen (m. 1708) aveva sposato Hugh Fortescue (1665–1719) (figlio di Arthur Fortescue e di Barbara Elford) ed aveva avuto tra i suoi figli anche sir Hugh Fortescue (m. 1751). Nel 1746 egli venne creato Barone Fortescue, di Castle Hill nella contea di Devon e Conte Clinton, per gli eredi maschi. Il conte morì senza eredi ed alla sua morte la contea di Clinton si estinse mentre le sue due baronìe continuarono. Egli venne succeduto nella baronìa Fortescue dal suo fratellastro, il secondo barone Fortescue (vedi Conte Fortescue per la storia di questo titolo). La baronìa Clinton venne ereditata dalla sua seconda cugina Margaret Rolle, XV baronessa Clinton, pronipote di lady Arabella Clinton, figlia minore di Theophilus de Clinton, IV conte di Lincoln e XII barone Clinton (m. 1667). Margaret Rolle era vedova di Robert Walpole, II conte di Orford (m. 1751) ed era a sua volta figlia di Samuel Rolle, figlio di Robert Rolle (m. 1660), parlamentare per la costituente di Heanton Satchville, nel Devon, e di sua moglie lady Arabella Clinton. Venne succeduta da suo figlio, George Walpole, III conte di Orford e XVI barone Clinton (m. 1791). Morto senza eredi nel 1791 la contea passò a suo zio, il quarto conte di Orford (vedi Conte di Orford), mentre la baronìa di Clinton rimase quiescente.

### La quiescenza del titolo
La baronìa, quiescente dal 1791, venne pretesa con successo nel 1794 dal cugino dell'ultimo conte di Orford, Robert George William Trefusis (1764–1797), il quale divenne il diciassettesimo barone Clinton. Egli era il quarto discendente di Bridget Rolle (1648–1721), sorella di Samuel Rolle e figlia di Robert Rolle (m. 1660) e di lady Arabella Clinton, figlia minore del quarto conte di Lincoln. Bridget Rolle aveva sposato Francis Trefusis di Trefusis in Cornovaglia, ed aveva avuto per erede Samuel Trefusis (1677–1724), il cui pronipote fu il diciassettesimo barone. Il figlio minore di quest'ultimo, il diciannovesimo barone, fu parlamentare per la costituente di Callington alla Camera dei Comuni, ruolo nel quale si distinse. Egli venne succeduto da suo figlio, Charles Henry Rolle Hepburn-Stuart-Forbes-Trefusis, XX barone Clinton (1834–1904) che prestò servizio come Sottosegretario di Stato per l'India dal 1867 al 1868 nel governo conservatore del conte di Derby e di Benjamin Disraeli e fu inoltre Lord Luogotenente del Devonshire. Nel 1867 il barone Clinton assunse per licenza reale anche i cognomi di Hepburn-Stuart-Forbes, propri di suo suocero. Suo figlio, il ventiduesimo barone, ebbe dei ruoli minori nel governo di David Lloyd George e prestò servizio come Lord Warden of the Stannaries. Alla sua morte nel 1957 la baronìa passò in abbandono alle sue due figlie Harriet e Fenella Trefusis.

### La baronìa nel secondo abbandono

Stemma dei Trefusis

L'abbandono del 1957 venne terminato nel 1965 in favore di Gerald Neville Mark Fane Trefusis, il ventitreesimo barone Clinton e attuale detentore del titolo. Egli è l'unico figlio del capitano Charles Nevile Fane (ucciso durante la Seconda guerra mondiale), figlio ptimogenito della già menzionata Harriet Trefusis (m. 1958) e di suo marito, il maggiore Henry Neville Fane (1883–1947), nipote a sua volta del reverendo Arthur Fane (1809–1872), prebendario di Salisbury, rettore di Fulbeck e figlio secondogenito del generale sir Henry Fane (m. 1840), comandante in capo delle armate della Compagnia delle Indie orientali, nipote di Thomas Fane, VIII conte di Westmorland. I baroni Clinton hanno quindi aggiunto dal 1958 anche il cognome di Trefusis.

## Baroni Clinton (1298)
- John de Clinton, I barone Clinton (m. 1315)
- John de Clinton, II barone Clinton (m. c. 1335)
- John de Clinton, III barone Clinton (m. 1398)
- William de Clinton, IV barone Clinton (1378–1431)
- John de Clinton, V barone Clinton (1410–1464)
- John Clinton, VI barone Clinton (1431–1488)
- John Clinton, VII barone Clinton (1471–1514)
- Thomas Clinton, VIII barone Clinton (1490–1517)
- Edward Clinton, IX barone Clinton (1512–1585) (creato Conte di Lincoln nel 1572)

## Conti di Lincoln (1572)
- Edward Clinton, I conte di Lincoln, IX barone Clinton (1512–1585)
- Henry Clinton, II conte di Lincoln, X barone Clinton (1541–1616)
- Thomas Clinton, III conte di Lincoln, XI barone Clinton (1568–1619)
- Theophilus Clinton, IV conte di Lincoln, XII barone Clinton (1600–1667)
- Edward Clinton, V conte di Lincoln, XIII barone Clinton (m. 1692) (abbandonato)

## Baroni Clinton (1298; ricreato)
- Hugh Fortescue, XIV barone Clinton (1696–1751) (dal 1721; creato Barone Fortescue e Conte Clinton nel 1749)

## Baroni Fortescue e conti Clinton (1749)
- Hugh Fortescue, I conte di Clinton, XIV barone Clinton (1696–1751)  (abbandonato dal 1751)

## Baroni Clinton (1298; ricreato)
- Margaret Rolle, XV baronessa Clinton (1709–1781) (dal 1760)[2]
- George Walpole, III conte di Orford, XVI barone Clinton (1730–1791) (figlio del primo matrimonio di sua madre) (quiescente alla sua morte)
- Robert George William Trefusis, XVII barone Clinton (1764–1797) (cugino) (pretese il titolo nel 1794)
- Robert Cotton St John Trefusis, XVIII barone Clinton (1787–1832) (figlio)
- Charles Rodolph Trefusis, XIX barone Clinton (1791–1866) (fratello)
- Charles Henry Rolle Hepburn-Stuart-Forbes-Trefusis, XX barone Clinton (1834–1904) (figlio)
- Charles John Robert Hepburn-Stuart-Forbes-Trefusis, XXI barone Clinton (1863–1957) (figlio) (abbandonato)
- Gerald Neville Mark Fane-Trefusis, XXII barone Clinton (1934–2024) (figlio della figlia maggiore dell'ultimo insignito) (dal 1965)

L'erede apparente dell'attuale detentore del titolo è il figlio primogenito, Charles Patrick Rolle Fane-Trefusis (n. 1962)